# Monokelkobra
Monokelkobra (Naja kaouthia) er en giftig slange, der hører til slægten Naja, der er en del af familien giftsnoge. Den yderst giftige kobras populære navn, kommer fra dens nakke, hvor der er en enkelt monokel-lignende tegning.  Monokelkobraen er Sydøstasiens almindeligste kobra. 